# Enicospilus trilobus
Enicospilus trilobus là một loài tò vò trong họ Ichneumonidae.